# الإفطار عند تيفاني (فلم)
الإفطار عند تيفاني (بالإنجليزية: Breakfast at Tiffany's) هو فيلم موسيقي تم إنتاجه في الولايات المتحدة وصدر في سنة 1961. ومن إخراج بليك إدواردز

## القصة

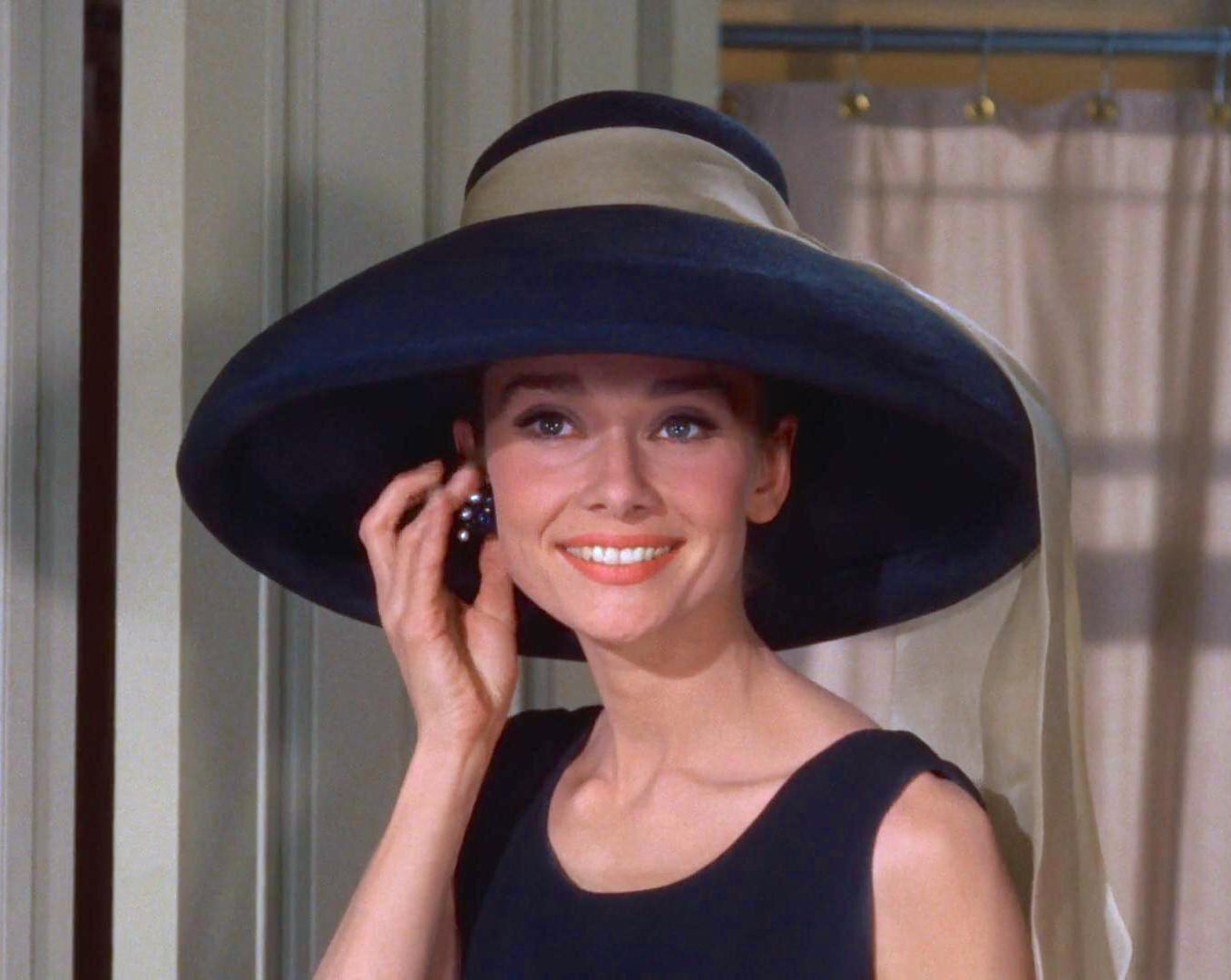
أودري هيبورن بدور هولي غولايتلي

تتوقف سيارة أجرة في الصباح الباكر عند متجر تيفاني أند كومباني الواقع على الجادة الخامسة بمدينة نيويورك وتخرج هولي غولايتلي (أودري هيبورن) وهي مرتدية ملابس أنيقة. تتمشى إلى المنزل بعد نظرها إلى نوافذ المتجر. تتحاشى سد أربوك (كلود سترود) خارج شقتها، وهو من خرجت معه في موعد كارثي الليلة السابقة. لا تستطيع هولي العثور على مفاتيحها وهي داخل البناء السكني، فتخبر صاحب العقار سيد يونيوشي (ميكي روني) الذي يدخلها للشقة باستكثار. يقيظها فيما بعد جار جديد يدعى بول فارجاك (جورج بيبارد) الذي يرن جرس شقتها سعياً لدخول البناء. يتجاذب الاثنان أطراف الحديث أثناء استعدادها للمغادرة من أجل زيارتها الأسبوعية لرجل العصابات سالي توماتو (آلان ريد)، المحبوس في سجن سنج سنج. يدفع محامي توماتو لها مبلغ قدره 100 دولار أسبوعياً لتخبره «تقرير الأحول الجوية».
تتعرف هولي أثناء مغادرتها للسجن على مصممة ديكور بول وهي امرأة ثرية تدعى إيملي يوستاس فالينسون (باتريسيا نيل) عقب مغادرتها لسجن سينغ سينغ، والتي يناديها بول بلقب «تو إي». تلجأ هولي خلال تلك الليلة إلى الهروب من مخرح طوارئ الحريق كي تتفادى الذهاب في موعد مع (ميل بلانك). تسترق هولي النظر إلى شقة بول وترى «تو إي» وهي تعطي نقود إلى بول ومن ثم تودعه. تدخل هولي إلى الشقة بعد مغادرة «تو إي» وتعلم حقيقة كون بول كاتباً لم يُنشر له أي كتاب منذ خمس سنين. تشرح هولي له عن محاولتها لإدخار الأموال لكي تعيل أخاها فريد بعد تسريحه من الجيش. يخلد كلاهما للنوم ولكن يستقظان بعد رؤية هولي لكابوس حول أخاها فريد. تشتري هولي لبول شريط آلة كاتبة للاعتذار وتدعوه لحفلة ستقيمها في شقتها. هناك يلتقي بول بوكيلها في هوليوود الذي يدعى «أو جي بيرمان» (مارتن بلسم)، ويصف تحول هولي من فتاة ريفية إلى شخصية اجتماعية في مانهاتن. كما يتعرف على خوسيه دا سيلفا بيريرا (خوسيه لويس دي فيلالونغا) وهو سياسي برازيلي ثري، كما ويلتقي راستي ترولر (ستانلي آدامز) «تاسع أغنى شخص في أميركا تحت سن الخمسين».
يصبح بول وهولي مقربان لبعضهما خلال الأيام اللاحقة. تدخل «تو إي» إلى شقة بول بقلق بسبب شعورها أن أحد ما يتتبعها، يخبرها بول أنه سيتحقق من الأمر ويواجه بعد ذلك زوج هولي الذي تركته دوك غولايتلي (بادي إبسن). يكشف دوك الاسم الحقيقي لهولي وهو لولا مي بارنز. تزوج الاثنان عندما كانت في الرابعة عشر من العمر، ويريد الآن أن يعيدها إلى تكساس، ريثما ييعود أخاها فريد. بعدما يجمع بول بين هولي ودوك، تقوم هولي بإخبار بول أن زواجهما مفسوخ. تخبر دوك في موقف الحافلات أنها لن تأتي معه. يذهب دوك محطم القلب.
يعود بول وهولي إلى شقتها بعد أن شربا الكحول في أحد النوادي، تخبره بينما هي ثملة عن خططها للزواج من ترولر لأجل ثروته. يعلم بول بعد عدة أيام أن إحدى قصصه القصيرة ستُنشر. يرى عنوان في إحدى الصحف تتحدث عن زواج ترولر من امرأة أخرى وهو في طريقه لتبشير هولي. يتفق هولي وبول على قضاء اليوم مع بعضهما، ويتبادلان الدور في القيام بأشياء لم يحاولا القيام بها من قبل. يحصل بول في متجر تيفاني على الخاتم من علبة وجبات خفيفة لدوك غولايتلي منقوشة كهدية لهولي. يستيقظ بول ليجد هولي أنها قد ذهبت بعد قضائهما لليلة معا. ينهي بول علاقته مع «تو إي» بعد وصولها، وتتقبل «تو إي» الخبر بهدوء لمعرفتها السابقة بحب بول لامرأة أخرى.
تضع هولي خطة للزواج من خوسيه لأجل ماله ما يغضب بول. تحطم هولي شقتها بعد تلقيها لبرقية تعلمها بنبأ موت شقيقها فريد. يغير بول مكان إقامته بعد مضي أشهر. تدعوه هولي للعشاء، قبل سفرها للبرازيل في صباح اليوم التالي لتستمر بعلاقتها مع خوسيه. لكن يعتقل الاثنان لعلاقة خوسيه بشبكة مخدرات سالي توماتو، فتقضي هولي الليلة في السجن.
يتم إطلاق سراح هولي خلال صباح اليوم التالي بكفالة وتجد بول بانتظارها، ثم يأخذان سيارة أجرة. كان بصحبة بول قطتها ورسالة من خوسيه يخبرها بضرورة إنهاء علاقتهما بسبب اعتقالها. تُصر هولي على السفر إلى البرازيل رغم ذلك، وتتطلب من السائق التوقف، وتدع القطة تحت المطر. يعترف بول بمشاعره تجاه هولي وسلوكها ويغادر رامياً خاتم جاك الذي نقشه متجر «تيفاني» خصيصاً لها، ويخبرها أن تنظر في حياتها. تتخذ هولي قرار ارتداء الخاتم وتلحق ببول، الذي ذهب للبحث عن القطة. ينظر هولي وبول في أعين بعضهما البعض ثم يتبادلان القبل.

## طاقم التمثيل
- أودري هيبورن بدور هولي غولايتلي
- جورج بيبارد بدور بول فارجاك
- ميكي روني بدور سيد يونيوشي
- باتريسيا نيل بدور «تو إي»
- آلان ريد بدور سالي توماتو

## ترشيحات وجوائز
| السنة | الجائزة  | الفئة                            | النتيجة |
| ----- | -------- | -------------------------------- | ------- |
| 1961  | الأوسكار | أوسكار أفضل موسيقى تصويرية       | فوز     |
| 1961  | الأوسكار | أوسكار أفضل أغنية                | فوز     |
| 1961  | الأوسكار | أوسكار أفضل ممثلة                | رُشِّح     |
| 1961  | الأوسكار | أوسكار أفضل تصميم إنتاج          | رُشِّح     |
| 1961  | الأوسكار | أوسكار أفضل كتابة لسيناريو مقتبس | رُشِّح     |

## الميزانية والإيرادات
بلغت تكلفة إنتاج الفيلم حوالي 2.5 مليون دولار بينما حقق أرباحا تقدر بـ 14,000,000 دولار.

## وصلات خارجية
- مقالات تستعمل روابط فنية بلا صلة مع ويكي بيانات

1. ↑  "معلومات عن الإفطار عند تيفاني (فيلم) على موقع zweitausendeins.de". zweitausendeins.de. مؤرشف من الأصل في 2016-09-13.
2. ↑  "معلومات عن الإفطار عند تيفاني (فيلم) على موقع tv.com". tv.com. مؤرشف من الأصل في 2016-08-12.
3. ↑  "معلومات عن الإفطار عند تيفاني (فيلم) على موقع catalog.afi.com". catalog.afi.com. مؤرشف من الأصل في 2019-05-12.